# Gennett Records

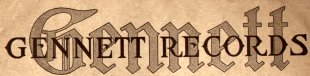
Logo der Gennett Records Anfang der 1920er-Jahre

Gennett Records war ein US-amerikanisches Independent-Label. Gennett war eines der erfolgreichsten Label der 1920er-Jahre und gilt als bedeutend für die Förderung des Jazz.

## Geschichte

### Gründung durch Starr
Bereits ab 1915 verkaufte die Starr Piano Company unter ihrem Label Starr Records Schallplatten; das Projekt wurde jedoch aufgrund schlechter Verkäufe wieder eingestellt. Obwohl es verschiedene Daten von 1915 bis 1919 gibt, gründete Starr tatsächlich im Oktober 1917 die Gennett Records, um sich den Markt der Schallplatten zu erschließen. Anfänglich wurden unter dem Namen Gennett auch Grammophone hergestellt, die aber nur in Indiana verkauft wurden. Die Studios der Gennett Records befanden sich in New York City, New York, (37th Street), 1921 wurden auch Studios in Richmond, Indiana, dem Sitz des Labels, eingerichtet.
Während die Aufnahmen aus New York eine durchschnittliche Qualität hatten, kämpfte das Studio in Richmond mit Problemen in der Aufnahmetechnik, die Majorlabels wie RCA Victor und Columbia Records bereits 20 Jahre zuvor gelöst hatten. Daraus resultierte oftmals ein schlechter Klang auf den Platten.

### Aufstieg
In den 1920er-Jahren stieg Gennett zu einem der gefragtesten Label der USA auf. Vor allem auf dem Gebiet des Jazz zeigte sich das Label mit Künstlern wie Jelly Roll Morton, Bix Beiderbecke, New Orleans Rhythm Kings, Joe „King“ Oliver, Louis Armstrong, Original New Orleans Jazz Band (von Johnny Stein), Thomas A. Dorsey und anderen maßgeblich an der Entwicklung beteiligt. Erstmals großen Bekanntheitsgrad erlangte das Label, als Jelly Roll Morton am 17. Juli 1923 das Pianosolo King Porter Stomp einspielte, das in der nachfolgenden Bigband-Ära zum Jazzstandard aufstieg. Während die großen Konzerne sich auf eine Art „Mainstream-Jazz“ konzentrierten, scheute Gennett sich nicht davor, auch Aufnahmen alternativer Stile und Musiker zu machen. Aber nicht nur im Bereich des Jazz war das Label aktiv, auch berühmte Old-Time und Hillbilly-Musiker wie Vernon Dalhart, Carson Robison, Ernest Stoneman und David Miller nahmen für Gennett auf. Ebenfalls einige Delta-Blues-Musiker wie Blind Lemon Jefferson und Big Bill Broonzy standen bei Gennett unter Vertrag.
Ab 1926 begann man – nach anfänglichen Problemen – das Prinzip des „electrical recordings“ anzuwenden, das die Firma General Electric entwickelt hatte. Die neue Aufnahmetechnik setzte neue Maßstäbe in Sachen Klang. Neben Gennetts Sublabels produzierte das Label auch Platten anderer Firmen wie Supertone Records, Silvertone Records und Challenge Records. Zudem hatte man Verträge mit Autograph, Rainbow, Hitch, KKK, Our Song und Vaughn, dessen Platten Gennett presste.

### Niedergang
1930 setzte die Weltwirtschaftskrise dem Gennett-Label stark zu, und man musste die Produktion um einen erheblichen Teil zurückfahren. Bis 1934 wurden nur wenige Aufnahmen gemacht, hauptsächlich Soundeffekte für Radiostationen. 1935 verkaufte die Starr Piano Company das Label zusammen mit Champion Records und dem gesamten Katalog an Decca Records, die beide Labels bis 1937 mit wenig Erfolg weiterführte. Das endgültige Aus für Gennett Records kam kurz nach Ende des Zweiten Weltkrieges. Zuvor hatte der Musikverleger und Produzent Joe Davis eine Wiederbelebung des Labels versucht.

## Gegenwart
Die 1991 gegründete Starr-Gennett Foundation rief 2007 den Gennett Walk of Fame ins Leben, um die einflussreichsten und bedeutendsten Künstler der Gennett Records zu ehren. Der Walk of Fame befindet sich in Richmond entlang des Gebäudes der Starr Piano Company. Folgende Musiker wurden bereits auf dem Walk of Fame verewigt:
2007:
- Louis Armstrong
- Bix Beiderbecke
- Jelly Roll Morton
- Hoagy Carmichael
- Gene Autry
- Vernon Dalhart
- Big Bill Broonzy
- Georgia Tom
- Joe „King“ Oliver
- Lawrence Welk

2008:
- Homer Rodeheaver
- Fats Waller
- Duke Ellington
- Uncle Dave Macon
- Coleman Hawkins
- Charley Patton
- Sidney Bechet
- Blind Lemon Jefferson
- Fletcher Henderson
- Guy Lombardo

2009:
- Artie Shaw
- Wendell Hall
- Bradley Kincaid
- Ernest & Hattie Stoneman
- New Orleans Rhythm Kings

2010:
- Alberta Hunter
- Lonnie Johnson
- Pace Jubilee Singers

2011:
- Roosevelt Sykes
- Bailey’s Lucky Seven